# Kotromanić
La Casata Kotromanić (in bosniaco Kotromanići; in serbo Котроманић?, al plurale  Kotromanići / Котроманићи)  fu una dinastia feudale che regnò in Bosnia ed Erzegovina dal 1254 al 1463, affermandosi forse come principale famiglia aristocratica nella storia della Bosnia.
Saliti al potere a metà del XIII secolo nella veste di bani di Bosnia, esercitando il controllo su un'area poco più vasta della valle del fiume eponimo, il Bosna, i sovrani Kotromanić espansero i loro domini attraverso una serie di conquiste fino ad accorpare quasi tutta l'odierna Bosnia ed Erzegovina, gran parte dell'odierna Croazia e parti delle odierne Serbia e Montenegro, con Tvrtko I che alla fine fondò il regno di Bosnia nel 1377. I Kotromanić interagirono con diverse case reali dell'Europa sud-orientale e dell'Europa centrale. L'ultimo sovrano legato a tale dinastia, Stefano Tomašević, regnò per breve tempo come despota di Serbia nel 1459 e come re di Bosnia tra il 1461 e il 1463, prima di perdere entrambi i titoli e la sua testa a favore dei turchi ottomani.

## Origini
L'origine della famiglia Kotromanić è abbastanza incerta. Si presuppone con buona dose di verosimiglianza che il capostipite della famiglia fu Prijezda I, bano di Bosnia dal 1254 al 1287 e vassallo del regno d'Ungheria. Vantava in qualche modo un legame di parentela con il suo predecessore, Matteo Ninoslao (Matej Ninoslav), e pare che avesse governato assieme a lui per qualche tempo prima di diventare unico bano di Bosnia nel 1250 circa. Gli Europäische Stammtafeln lasciano intendere che Prijezda e Ninoslao fossero cugini di primo grado, generati da figli diversi di un certo Cotromanno (Cotromanus). Anche i nobili Radonja e Ugrin, testimoni di una carta emessa da Ninoslao, sono suggeriti come nipoti di Cotromanno, fratelli di Ninoslao.
La prima menzione del nome stesso risale al 1404, quando i funzionari della Repubblica di Ragusa definiscono la famiglia di «antica tradizione». Nel 1432 il governo ragusano cita un cavaliere chiamato Cotromanno il Goto (Cotromano Gotto) come capostipite della famiglia. Il cavaliere, parente del re magiaro, sarebbe venuto dall'Ungheria e avrebbe assunto le redini del banato di Bosnia. Citando una fonte precedente al 1430, il cronista ragusano del XVI secolo Mavro Orbini scrive di un nobile e guerriero detto Cotromanno il Tedesco (Cotromano Tedesco), nominato bano dal monarca ungherese dopo la morte di Kulin il Bano. Alcuni storici di epoca successiva, tra cui Lajos Thallóczy, hanno rigettato la teoria relativa a una potenziale origine tedesca dei Kotromanić, sostenendo invece che la famiglia fosse originaria della Bosnia.

## Storia

### Consolidamento e ascesa
I domini di Prijezda I erano significativamente più piccoli rispetto a quelli di Ninoslao, poiché le regioni settentrionali dell'Usora e del Soli (la Bosnia centrale) erano state separate dalla corona ungherese e non ricadevano sotto il suo dominio diretto. Nel 1284 questo territorio contiguo fu concesso al cognato del re Ladislao IV d'Ungheria, il deposto re serbo Dragutin. Sempre nello stesso anno, Prijezda organizzò il matrimonio tra suo figlio Stefano I con la figlia di Dragutin, Elisabetta. L'unione ebbe delle conseguenze rilevanti nei secoli successivi, quando i discendenti di Stefano e di Elisabetta Kotromanić rivendicarono il trono di Serbia.
Oltre a Stefano I, Prijezda I ebbe altri due figli maschi, Prijezda II e Vuk, e una figlia che andò in sposa alla famiglia regnante della Slavonia, i Babonić. Vuk non è più menzionato dopo la morte di Prijezda I nel 1287, anno in cui avvenne l'ascesa di Prijezda II e Stefano I. Prijezda II non è più menzionato in seguito, mentre il dominio di Stefano I sulla Bosnia fu messo in discussione dalla famiglia Šubić, attiva in Dalmazia, i cui membri si autoproclamarono anch'essi bani di Bosnia dal 1299 al 1322 e riuscirono a sottomettere quasi tutta la Bosnia all'inizio del XIV secolo.

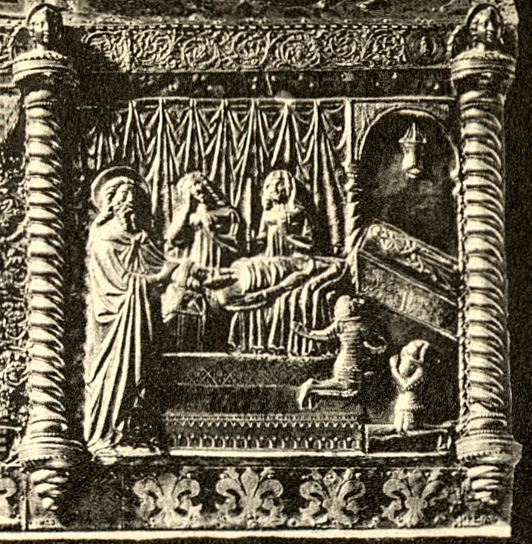
Stefano II sul letto di morte assistito dalla figlia Elisabetta, dalla cognata Elena e dai nipoti Tvrtko e Vuk. Arca di San Simeone di Zara, 1380 circa

Nel 1314 a Stefano subentrò Stefano II, il primogenito avuto da Elisabetta. Quest'ultima fu cacciata dalla Bosnia nel 1314 e si rifugiò a Ragusa con i suoi figli e quelli di Stefano I: Stefano II, Ladislao, Ninoslao (che morì giovane) e Caterina (che si sposò con la famiglia Nemanjić della Zaclumia). Stefano II e Ladislao riuscirono a riaffermare il dominio della famiglia sulla Bosnia, sconfiggendo la famiglia Šubić nel 1322. Nel corso del suo regno Stefano II espanse i possedimenti dei Kotromanić in maniera sensibile («dalla Sava allo sbocco sul mare e dalla Cettina alla Drina»), raddoppiando il territorio della Bosnia. Si sposò due o tre volte, dapprima con una principessa bulgara, poi con Elisabetta di Cuiavia e forse (malgrado non sia noto se questa fu la prima o la terza sposa) con una figlia di Meinardo I di Ortenburg. Ebbe due figlie, tali Elisabetta e Caterina. Il matrimonio di Elisabetta con il re Luigi I d'Ungheria nel 1353 fu l'unione più prestigiosa a interessare la dinastia dei Kotromanić. Il matrimonio di Caterina con il conte Ermanno I di Celje ebbe anche un significato dinastico; il figlio della coppia, Ermanno II, fu riconosciuto come erede presuntivo al trono bosniaco nel 1427.

### Regalità

Lo stemma della casata Kotromanić adottato da Tvrtko I

Stefano II morì nel settembre del 1353. Suo fratello Ladislao fu escluso dalla successione per ragioni sconosciute, e a Stefano succedette direttamente Tvrtko I, figlio di Ladislao di Elena Šubić. Tvrtko perse inizialmente una parte significativa del suo patrimonio a favore di Luigi, presumibilmente promesso a titolo di dote di Elisabetta, e fu brevemente deposto nel 1365-1366 in favore del fratello minore, Vuk. Dopo il ritorno al potere, tuttavia, la capacità di manovra di Tvrtko aumentò costantemente. Conquistò quanto faceva ancora parte dell'impero serbo e, adducendo come pretesto la sua discendenza dall'estinta dinastia serba dei Nemanjić attraverso la nonna Elisabetta, si fece incoronare re di Serbia nel 1377. In seguito procedette alla conquista di gran parte della Slavonia, della Dalmazia e della Croazia. Dopo aver elevato la Bosnia a regno e averla portata alla sua massima estensione mai raggiunta, Tvrtko adottò la titolatura «per grazia di Dio re della Rascia, della Bosnia, della Dalmazia, della Croazia e del Pomorje». Dopo la morte della prima moglie, Dorotea di Bulgaria, Tvrtko stava negoziando un'alleanza matrimoniale con la famiglia austriaca degli Asburgo, in forte ascesa, ma le trattative non si tramutarono mai in qualcosa di concreto a causa della sua morte, avvenuta il 10 marzo 1391.
L'autorità reale si indebolì dopo la morte di Tvrtko I, ma lo stanak, l'assemblea dei nobili bosniaci, elesse costantemente al trono dei membri della famiglia Kotromanić. Il successore di Tvrtko, Dabiša (regnante dal 1391 al 1395), probabilmente un fratello illegittimo o forse un cugino, riconobbe come suo erede il re ungherese Sigismondo, genero della figlia di Stefano II, Elisabetta. Alla morte di Dabiša, l'8 settembre 1395, la nobiltà bosniaca rifiutò di riconoscere Sigismondo come proprio re, eleggendo invece la vedova di Dabiša, Elena. Dabiša e sua moglie ebbero una figlia, Stana, che lasciò altri figli.

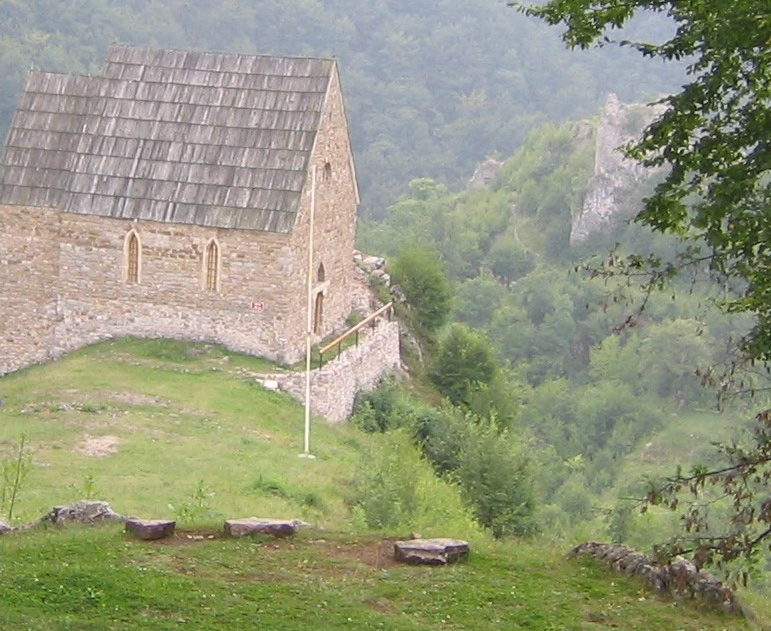
Una cappella ricostruita a Bobovac che ospitava una tomba della famiglia reale Kotromanić

Nell'aprile 1398 Elena fu detronizzata a favore di Ostoja (r. 1398-1404, 1409-1418). I documenti lo identificano spesso come Ostoja Kristić, circostanza che ha portato gli storici cronologicamente più prossimi (tra cui Mavro Orbini) a sostenere che non fosse un Kotromanić. È ormai accettato, oltre che avvalorato da documenti storici, che i Kristić fossero un ramo cadetto della famiglia Kotromanić. Ostoja stesso sottolineò che il suo diritto alla corona bosniaca derivava dalla sua discendenza reale. Ripudiò immediatamente la moglie di umili origini, Vitača, e sposò Kujava Radinović, membro di una famiglia nobile bosniaca. I suoi rapporti con i magnati, soprattutto Hrvoje Vukčić Hrvatinić e Sandalj Hranić Kosača, furono altalenanti. Nel 1404 Ostoja finì detronizzato dai magnati e sostituito da Tvrtko II, un figlio di Tvrtko I la cui legittimità è contestata. Tvrtko agì in veste di re fantoccio fino alla reintegrazione di Ostoja nel 1409. Un conflitto violento con i suoceri nel 1415 portò Ostoja a ripudiare anche il Kujava. La sua terza moglie, Jelena Nelipčić, portò una parte considerevole delle terre degli Hrvatinić tra quelle della corona nel 1416. Ostoja morì nel 1418, lasciando un figlio legittimo di Kujava, Stefano Ostojić (r. 1418-1420), che gli succedette, e due figli illegittimi, Radivoj e Tommaso.
Tvrtko II (r. 1420-1443) depose Stefano Ostojić nel 1420, e quest'ultimo sembra essere morto in esilio poco dopo. Nel 1424 la posizione di Tvrtko fu brevemente minacciata da un parente di nome Vuk Banić, ritenuto o un nipote (attraverso una figlia di nome Grubača) o come un altro figlio illegittimo di Tvrtko I. Un altro contendente, dal 1433 al 1435, fu il figlio illegittimo di Ostoja, Radivoj, che godeva del sostegno dell'impero ottomano. Nonostante questi pretendenti, Tvrtko II rafforzò notevolmente il ruolo del monarca e rafforzò l'economia bosniaca. Nel 1427 accettò che nella successione venisse considerato il nobile ungherese Ermanno II di Celje, figlio di Ermanno I e Caterina di Bosnia, e l'anno successivo sposò la nobile magiara Dorotea Garai. Dopo aver esercitato il comando come re più a lungo di qualsiasi altro Kotromanić, Tvrtko II, rimasto vedovo, morì senza figli nel 1443. Era sopravvissuto a Ermanno, il cui figlio Federico non godeva di alcun sostegno in Bosnia; Tvrtko stesso sembra aver favorito il figlio illegittimo più giovane di Ostoja, Tommaso, come suo erede.

### Gli ultimi decenni

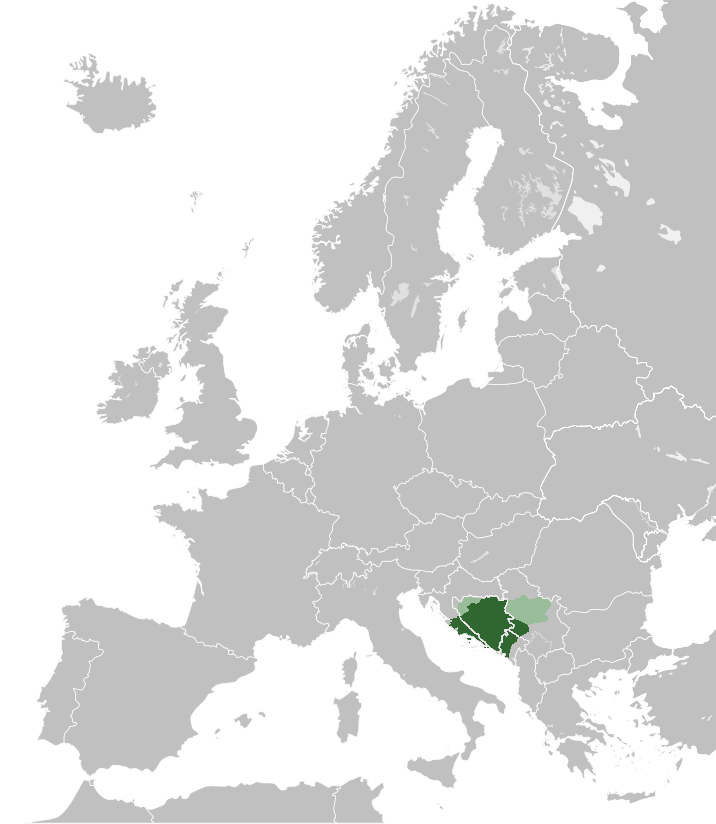
Tutte le terre governate dalla dinastia reale dei Kotromanić (in verde chiaro quelle che lo furono in maniera temporanea, ovvero delle parti del Donji Kraji (la Bosnia centrale) e del despotato di Serbia sotto Stefano Tomašević)

L'elezione di Tommaso (r. 1443-1461) al trono bosniaco non fu accettata da Stjepan Vukčić Kosača, il magnate che sosteneva Radivoj. Il conflitto si risolse nel 1446 con il matrimonio tra Tommaso, da poco separatosi da una popolana di nome Vojača, e la figlia di Kosača, Caterina, mentre Radivoj ricevette a titolo di appannaggio e sposò la nobile ungherese Caterina di Velika. Oltre a Stefano Tomašević, figlio del primo matrimonio, Tommaso ebbe altri due figli dalla seconda moglie, Sigismondo e Caterina. Il suo regno coincise con un aumento delle ostilità con il vicino despotato di Serbia e con gli ottomani. Le prime terminarono nel 1459, quando Tommaso organizzò il matrimonio del figlio maggiore, Stefano, con Elena (in futuro divenuta come Maria), figlia maggiore del despota serbo Lazar, da poco deceduto. Stefano divenne così il nuovo despota di Serbia. Il suo regno durò due mesi e terminò quando il despotato fu assoggettato dagli ottomani.
Stefano (r. 1461-1463) divenne re di Bosnia succedendo al padre quando questi spirò nel 1461. Con l'invasione ottomana e la decapitazione di Tomašević il 5 giugno 1463 si esaurì la parentesi al potere della dinastia e si chiuse la storia del regno di Bosnia. I sopravvissuti della famiglia Kotromanić si dispersero, cercando di sfuggire alla cattura recandosi in località diverse. Stefano fu però catturato, così come Radivoj e il figlio adolescente di Radivoj, Tvrtko. Tutti e tre furono decapitati alla presenza di Maometto II alla fine di maggio. Le vedove di Re Tommaso, Re Stefano e Radivoj riuscirono a fuggire, ma i fratelli di Stefano furono fatti prigionieri. Un altro figlio di Radivoj, Mattia, fu il re fantoccio ottomano di Bosnia (con autorità solo sulla valle della Lašva) dal 1465 al 1471. Sigismondo, figlio di re Tommaso, divenne statista ottomano e sanjak-bey con il nome di Ishak Bey Kraloğlu. Viene menzionato per l'ultima volta nel 1492.

## Terre della corona

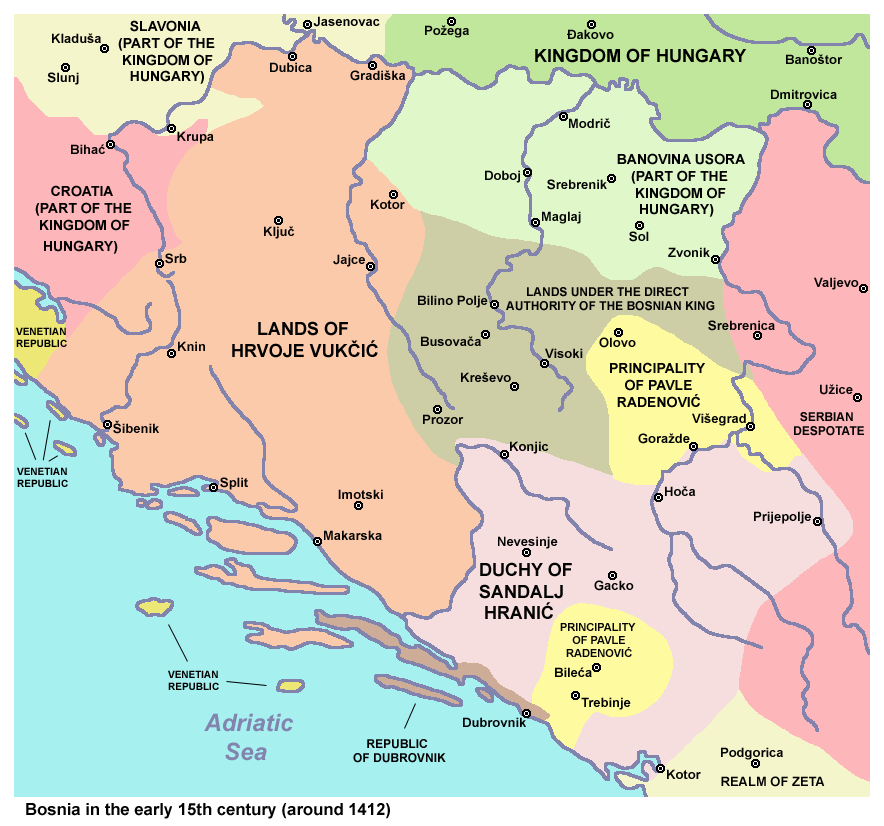
Le terre reali de Kotromanić nel 1412 circa in verde oliva, circondato da quelle dei vassalli della famiglia

Le terre della corona dei Kotromanić si trovavano perlopiù nella Bosnia centrale, comprendendo città e miniere come Visoko, Bobovac, Sutjeska, Fojnica e Kreševo. Dal 1416 le terre della corona comprendevano anche quanto precedentemente governato dalla famiglia Hrvatinić, in particolare Jajce, che fu l'ultima residenza della dinastia.

## Religione
La maggior parte dei governanti Kotromanić era cattolici, ma del tutto indifferente alle altre due confessioni diffuse nel loro regno, cioè la Chiesa bosniaca, con tendenze bogomiliste, e la Chiesa ortodossa. Contrassero anche matrimoni con aderenti a tutte e tre le chiese. Si crede che il bano Stefano II fosse ortodosso (come sua madre) al massimo fino al 1347, quando si era ormai convertito al cattolicesimo. Ostoja apparteneva alla Chiesa bosniaca, così come i suoi figli. Tommaso aderì alla Chiesa cattolica, presumibilmente dopo aver lasciato quella bosniaca, poco dopo essere diventato re.
Nonostante l'adesione nominale della famiglia al cattolicesimo, la fede divenne importante solo per gli ultimi due re Kotromanić, Tommaso e suo figlio Stefano. Tommaso fu il primo della dinastia a impegnarsi nella persecuzione religiosa, in seguito alle pressioni della Santa Sede. Stefano, invece, fu il primo (e in definitiva l'unico) re la cui incoronazione ricevette la benedizione pontificia. L'ultima generazione conosciuta della famiglia, il figlio di Tommaso Sigismondo e la figlia Caterina, si convertirono all'Islam alcuni anni dopo la loro cattura per mano degli ottomani.